# 太陽の使者 鉄人28号
『鉄人28号』（てつじんにじゅうはちごう）は、日本テレビ系列で放送された東京ムービー制作のテレビアニメである。制作局の日本テレビでは、1980年10月3日から1981年9月25日まで、毎週金曜18:00 - 18:30（JST）に放送。全51話。
本来のタイトルは旧作と同じ『鉄人28号』であるが、旧作や派生作と区別するために便宜上『太陽の使者 鉄人28号』（たいようのししゃ てつじんにじゅうはちごう）として紹介されることが多い（しばしば“LD映像ソフト化の際にタイトルに「太陽の使者」が付けられた”と説明されるが、実際にはそれ以前から『太陽の使者 鉄人28号』のタイトルは慣例として各所で用いられており、事実と異なる）。資料によっては「新」と付けたり、放映年「'80」を用いて表記しているものもある。

## 概要
横山光輝の漫画『鉄人28号』のテレビアニメ第2作。時代に合わせて原作より大幅な改定が行われている。時代設定は1990年代となり、無公害である太陽エネルギーが全世界に普及している（第1話）。また、敷島博士の家族が登場し、娘の牧子が正太郎のガールフレンドであるなど、鉄人の出自をはじめストーリーも独自のものとなっている。
本作の鉄人は原作やそれを基にした以前のアニメ版と比べ、デザインや設定の面でより巨大ロボット＝スーパーロボット的な印象になっている。そのイメージを視聴者に印象付けたのは、実質的なメカニック作画監督のスタジオZ5であった。本橋秀之と亀垣一が中心となって、レイアウトの段階から格好よく見せることに腐心した結果、アニメ雑誌『アニメージュ』でZ5によるメカ作画が大きく取り上げられている。
原作者の横山光輝は『鉄人28号』の新作制作に乗り気ではなかったが、当時ポピー(現・バンダイ)で一連の｢超合金｣玩具を手掛けていた村上克司がアレンジしたデザインを見て、その場で即決のゴーサインを出した。

## ストーリー
亡き父・金田博士が開発した、来るべき時代のあらゆる事件に対応できる巨大ロボット「鉄人28号」を受け継いだ少年・金田正太郎は、博士の遺志を継いで鉄人を完成させ保管していた親代わりの敷島博士や、ICPO（インターポール）日本支部長でもある大塚警部とともに、ロボット・マフィアのブランチはじめとする様々な犯罪者や悪人から、世界の平和を守るため戦う。
鉄人28号を操って次々と犯罪ロボットを倒し、怪現象や難事件を解決していった正太郎は、やがて宇宙の彼方から襲来した宇宙魔王による地球侵略にも敢然と立ち向かうのだった。

### 正太郎と仲間たち
全員第1話から登場している。
金田 正太郎（かねだ しょうたろう）
声 - 山田栄子
本作の主人公。原作では少年探偵だが、本作ではICPO（インターポール）の特別メンバーに変更されている（第1話）。身長は1メートル50センチ。
幼い頃に母を亡くしている。その後、父である金田賢太郎博士は、鉄人の完成間近にブランチに殺害された（第1話、第2話の回想シーンより)。なお、敷島博士の配慮から正太郎自身には事故死としか伝えられておらず、その事実を知ったのは物語半ばにおけるブランチの口からであった（第24話）。
第1話開始時点では、普通の小学生（第5話で11歳の誕生日を迎えている）として敷島邸の離れに住み、敷島一家と家族同様に暮らしていた。正義感が強く、快活な少年である。ブランチ率いるロボットマフィアによる事件解決のため、敷島博士から鉄人と“ビジョンコントローラー（Vコン）”を渡され、鉄人の操縦者となる。
初めての事件解決後にはICPOの特別メンバーに任命され、特殊な銃（リゴール・ガン）と同時に、自動車の特別免許証を兼ねたICPO身分証明書も発行されている。（以上、第1話）
なお、鉄人の操縦者が正太郎でなくてはならない理由は（正太郎が鉄人の所有を許されていることも含めて）、いっさい説明されていない。
大塚 茂（おおつか しげる）
声 - 富田耕生
普段から「大塚警部」と呼ばれているが、ICPOの日本支部長であり、警視庁や警察庁にも仕事場を持っている。44歳。少々おっちょこちょいでコメディリリーフの立ち位置ではあるが、責任感が強く、ICPOに所属する前は警視庁の敏腕警部で、犯罪者からは鬼警部として恐れられていた。正太郎のパートナーであり、よき理解者。
原作（およびアニメ第1作）の大塚署長に相当する。アニメ第1作と同じく富田がキャスティングされていることについて今沢哲男は、日本テレビのプロデューサーの好みではないかと推測している。富田は後番組『六神合体ゴッドマーズ』でも引き続き大塚長官を演じている。
敷島 大次郎（しきしま だいじろう）
声 - 金内吉男
ロボット工学と宇宙工学の世界的権威。年齢は大塚警部と同じく44歳。正太郎の父・金田博士とは友人だった。彼の死後、その遺志を受け継ぎ鉄人28号を完成させるが、永らく研究室に封印していた。鉄人の大きな特徴のひとつである独立連動システムの開発者。
正太郎の後見人であり、育ての親にして父親代わりでもある。 優れた科学者かつ人格者として社会的にも尊敬を集める一方、家庭では良き父・良き夫。その知識とともに良識ある大人として、様々な形で正太郎を助け導く。
敷島 牧子（しきしま まきこ）
声 - 滝沢久美子
敷島夫妻の娘で、愛称はマッキー。正太郎の同級生でもある。テニスが趣味で、しばしば庭のテニスコート（鉄人の地下格納庫のハッチにもあたる）で、正太郎とゲームに興じる様子が描かれている。
敷島 歌子（しきしま うたこ）。
声 - 谷育子
敷島博士の妻で、牧子の母。

### 敵
ブランチ
声 - 小林修
ロボット・マフィアの首領。シリーズ前半の敵として、たびたびロボットを駆使した破壊工作や事件を引き起こし、正太郎と敵対する。太陽エネルギーを悪用して世界を征服することを目的とし、そのために役立つ鉄人28号も機会さえあれば手に入れようと企む。かつて太陽エネルギー転換装置の秘密を強奪しようとした際に金田博士を殺害しており（第1、2、24話）正太郎にとっては親の仇でもある。
後に地球に襲来した宇宙魔王と結託するが、自分が利用されただけだと知って、死の間際には捕えていた正太郎と大塚警部を解放する。最期の言葉である「小僧、よく覚えておけ、ここは地球とは違うんだ」は、スペースロボに苦戦する鉄人にとって逆転のヒントとなる。没後、大塚から「奴もやはり地球人だった」と評される。（以上、第25、26話）
宇宙魔王（うちゅうまおう）
声 - 内海賢二
シリーズ後半の敵として第25話より登場。宇宙空間に幻影のように巨大な姿で現れ、全宇宙の支配者として地球に降服を迫る。普段は閉じているマントを広げると、そこに体は無くブラックホールが口を開けており、あらゆるものを吸い込む一方、その穴から円盤母船やスペースロボを出現させ地球攻略にあたらせた。
かつては地球に似た星の王だったが、ブラックホールによって惑星が消滅する際に、生きたいという執念によってブラックホールと融合する（第40話）。その後はブラックホールとなって、他の惑星を滅ぼしながら全宇宙を支配するべく活動していた。そんな中でも実子であるグーラを溺愛するなど、多少なりとも人間的な感情も持っており、そのグーラが統治し暮らすための星として、地球を滅ぼさずに手に入れようと考えている（第39、40話など）。最終決戦では、弱点である体内の暗黒太陽を破壊しようとする鉄人の前に、巨大な実体となって現れ対決を挑む（第51話）。
グーラ・キング・Jr.
声 - 戸田恵子
第39話から登場する宇宙魔王の息子。「魔獣王子」の異名を持つ。富士山近くの地中から、タイムカプセルの中に眠った状態で発見された。実は「別の宇宙空間にある地球」の太陽が爆発して滅んだ際に、避難のために宇宙魔王の手で地球へと送り込まれていたことが、グーラの記憶を調べたことによって発覚する（いつから眠っていたのかは定かでないが、第51話でロビーが「宇宙魔王によって母星を失い、復讐を誓ってから100年」と言っていることから、それよりもさらに以前からと考えられる）。目覚めてからしばらくは敷島邸に預けられて正太郎やマッキーと交流を深めるが、父である宇宙魔王からの指令を受けて離反（ここまで第39話）、以後は率先して地球攻撃の指揮を執るようになり、和解を望む正太郎を悩ませる。どのような偏った教育を受けていたのかはさだかでないが、随所に傲慢さと他者を見下したような態度を垣間見させる。正太郎に対しては「あいつはいい奴だった」と漏らすなど好感は抱いていたようだが（第40話）、敵対するなら容赦はしないと考えており、正太郎が再三グーラの説得を試みても、結局その頑なで驕った考えは最後まで改まらず、最後は鉄人にスペースロボごと縦に真っ二つに両断されてしまう（第50話）。
エル・サタン
声 - 此島愛子
第12、13、30話に登場。世界各国に戦闘用ロボットを売りさばく死の商人の組織・通称「ダーティー・サタン」の女ボス。
世界ランキング第3位のプロテニスプレーヤー・ジーナ早川として、テニスの試合で世界中を回りながら裏社会で戦闘ロボットのセールスをしていた。顧客の要望で鉄人28号以上のロボットを用意する必要から、マッキーのテニス・コーチとなって正太郎に接近、設計図を盗撮したものの完全なコピーを製作することができず、ついには鉄人28号そのものを偽物とすり替えるなど暗躍する。アジトに潜入した正太郎に香水が原因で正体を見破られて追い詰められるも、すんでのところで脱出して逃亡。第30話で再び正太郎と対決するが、またしても敗北を喫する。

## 登場メカ

### 味方側陣営
鉄人28号
金田正太郎が操る巨大ロボット。来るべき時代のあらゆる事件に対応できるロボットとして正太郎の父・金田博士によって開発され、博士亡きあと（ブランチによって殺されてしまったのち）、敷島博士が後を継いで完成させ、敷島研究所の地下に10年間にわたって封印されていた（第1話）。敷島博士いわく、「平和の使者」であるという金田博士の理念にもとづき武装は施されていない（第10話）。身長20メートル、体重25.8トン、速度マッハ4.02。無線で操縦されるシステムであり、無人機。操縦器は“ビジョンコントローラー”と呼ばれる（第10話におけるマッキーの発案で“Vコン”と略されるようにもなる）。背部の飛行装置により、空中を自在に飛び回るだけでなく、海中での行動も可能である。エネルギー源は太陽エネルギーであり、その増幅装置として機能するエネルギー転換装置を内蔵しているほか、独立連動システムを備えていることが、他のロボットと一線を画す大きな特徴（ひいては強さの秘密）となっている。
なお、なぜ“28号”であるのかといったネーミングの理由は、いっさい語られていない。
機体スペックを含め、詳細は鉄人28号 (架空のロボット)#1980年リメイク版テレビアニメを参照。
クリッパー/クリッパー号
第5話から登場。太陽エネルギーで動く一人乗りホバークラフトで、最高時速310kmで走る。小さいながら鉄人と同じく太陽エネルギー転換システム（太陽エネルギー変換装置）を搭載しているため、航続距離は無限。
正太郎の11歳の誕生日に敷島博士から贈られた。命名は敷島博士による。運転には免許が必要らしく、牧子が操縦を申し出た際に正太郎からライセンスの有無について言及された。（以上、第5話）
サーバントロボ08（ゼロハチ）（第11話）/08（ゼロハチ）ロボット（第10話次回予告）/08ロボ/サーバント08ロボット/サーバントロボ08号
第11話から登場。劇中ではもっぱら「ゼロハチ」と呼ばれている。金田博士が遺した設計図をもとに作られた、等身大サイズの鉄人のパートナー（第11話）。プログラム・カセットを入れ替えて腹部にセットすることで、鉄人の整備にとどまらず敵の撃退や敷島研究所の夜間の警備（第11話）、果てはテニスのネット張り（第12話）や庭の手入れ（第35、40、48話ほか）・給仕（第37話ほか）など、様々な任務や雑事をこなす。
プログラム内容で敵にも味方にもなる諸刃の剣。第49話ではロビーによってプログラム・カセットを入れ替えられ、敷島博士に要塞都市攻略のヒントとなるメッセージを伝えることに利用される。
ブラックオックス
第34話から登場。人工知能（自我）を持つ巨大ロボットで、不乱拳（フランケン）博士によって造られた。彼の頭脳をコピーする作業の最中に起動されたため、3歳程度の知能しか持たずに誕生してしまった（同話での不乱拳博士の言による）。そのため、自意識を持っているとはいえまだまだ幼く、敷島博士や正太郎たちの指導や教育が欠かせない。当初は正太郎の敵として登場するが、不乱拳博士の死後は敷島博士らの管理下に置かれ、鉄人28号の頼もしい味方として活躍する一方、時には悪に利用されて最強の敵としても立ち塞がる。第49話におけるグーラ王子の要塞都市攻略に際して悲劇的な最期を迎える。
詳細はブラックオックス#1980年リメイク版テレビアニメを参照。
アストロ・キャット/宇宙戦闘艦アストロキャット（宇宙戦闘艦アストロ・キャット）
第50-51話に登場。宇宙魔王に対抗して地球側が建造した宇宙戦艦。艦長の名は堀川。乗組員の総数は不明。鉄人を艦内に収納できる専用ドックを持つほど巨大であり、建造は宇宙空間で行われた。各所に備えられたレーザー砲で武装し、艦全体を覆う球形のバリアー、さらにワープ航法能力をも持つ。出撃した鉄人に随伴する正太郎のために、一人乗りの高性能宇宙戦闘機アストロキャットジュニアを搭載している（第50話）が、この他にも艦載機があるかどうかは不明。

### 敵対勢力
敵ロボットやモンスターなどの名称は、各資料で紹介されているものを表記、もしくは劇中における呼称（太字）を併記したうえでそれぞれの出典を示した。★マークは劇中における呼称が無いもの。（）内の数字は登場話数。
- ブランチロボ1号[95][96][97]（ブランチ・ロボ1号[98]）/ブランチ・ロボ[99]（1)★

紫色とピンクを基調とした色の毒々しいロボット。トンボのメガネのような頭部コクピットである。五体のメカが合体する。頭部は脱出ポッドも兼ねている。
- ブランチロボ2号[100][101][97]（ブランチ・ロボ2号[102][103]）（2)★

水陸両用のロボット。鉄人を奪われ、ブランチの基地に捕まっていた正太郎たちが「ならばこちらも」と奪ったもの。ミサイルを装備した有人機であり、大塚警部が操縦して、街で暴れる鉄人と戦った。しかし鉄人にはまるで敵わず、危うく撃破されそうになったところでVコンが取り返され、事なきを得ている。そのため撃破される描写はない。
- タイタン/タイタン・ロボ[104]/タイタンロボット[101][105][106][注 31](3)

マッドサイエンティストのミラー博士が作った。UFOのような円盤型コクピットが頭部に合体して操縦される有人機。格闘戦で鉄人の腕をもぎとるが、独立連動システムのためパフォーマンスの落ちない鉄人の反撃を受けて破壊される。
- 鷲型ロボット[107]（わし型ロボット[108]/ワシ型ロボット[109]）（4)★

鳥と自然を愛するあまり、鳥を殺し自然を破壊する人類全てを悪と決めつける、人間嫌いなバードン博士が操る。全長4メートル・体重7トンと鉄人より小型だが大群で行動し、強力な超音波を発するだけでなく、なんでも溶かす緑色の液体を吐く。ハワイ諸島周辺からアメリカ西海岸にかけて、その海域や内陸部まで、船舶や施設を襲い人を殺すテロ活動を行っていた。
- スカイダー[107][109][110][97](4)

バードン博士が操る巨大怪鳥ロボット。鷲型ロボットと同じく、口から緑色の溶解液を吐く。翼に腕と指が付いており、鳥類というよりは翼竜やプテラノドンのような姿をしている。
- ゴースター[111][112][113][114](5)

惑星間航行用に開発された、カニのような上半身を持つ4本腕の金色のロボット。テレポーテーション装置を内蔵しており、瞬間移動ができるため神出鬼没であった。怪盗リバー・キャットに盗まれて悪用され、連続強盗事件を起こす。
- オクトパス[115][116]/クラーケン[要出典](6)

エーゲ海に出没して船舶を襲う謎の巨大タコ。海洋汚染によって体長50メートル以上、体重も60トンにまで巨大化し、凶暴化したと考えられる。海深く沈んだ古代ギリシャ遺跡の傍にある洞穴を棲家としている。
- ガムダ1号、ガムダ2号(8)

中東のコンボイ帝国のガナキン大臣が世界制覇のために、金田博士の友人にして宇宙工学の専門家・御堂博士に造らせた殺人ロボット。1号は胸から熱線ビームを、2号は巨大な複眼から熱線、さらに指からミサイルを発射できる。1号と2号が合体して「合体ガムダ★」となることで、宇宙線エネルギーを増幅した殺人光線を発射可能となる。その威力は核爆弾に匹敵する破壊力を見せた。
- エイリアン[120][116][121](9)

地球に降り注いだ隕石の内部から出現した宇宙生物。当初はアメーバ状の軟体生物であったが、様々なエネルギーを吸収しては巨大化を繰り返し、ついには数10メートルを超える二足歩行の怪物へと変貌した。自己防衛の手段として際限なくエネルギーを吸い続け、鉄人のエネルギーをも奪ってしまう。
- ブランチロボ/ブランチロボ3号[122][123][97]（ブランチ・ロボ3号[124]）[注 32](11)

剣闘士のような姿をしたロボット。コクピットがある頭部にはブランチと2人の部下が搭乗しており（ブランチは指令を出すのみで操縦桿は握っていない）、緊急時には脱出艇にもなる。複数の分身を映し出すホログラフィー装置と、鉄人の操縦電波を妨害する特殊電波発信装置（特殊発信装置）を備えるほか、指からはフィンガーミサイル、両肩からは熱線ビームを放つ。鉄人を特殊なバリヤーで包んで操縦電波を妨害するが、初出動したサーバントロボ08の活躍でそのバリヤーを破られ、コントロールを取り戻した鉄人の反撃を受けて倒される。
- デスラム[125][120]（戦闘ロボデスラム[126]）[注 34]（12、13）★

ジーナ・早川ことエル・サタンが率いる組織「ダーティー・サタン」が量産して、兵器として各国に売りさばいていた戦闘ロボット。鉄人28号の性能を研究するために伊豆沖に現れて暴れたほか、国防軍の戦闘機にアジトを襲撃された際には、迎撃のために複数体（3体）が出撃した。
- サム[127][128][注 35]（12、13）★

エル・サタンが盗撮して手に入れた設計図をもとに造り上げた、鉄人28号の偽物。見かけこそオリジナルと瓜二つであるが、肝心の太陽エネルギー転換装置と独立連動システムを再現することまではできず、能力は本物の鉄人に大きく劣る。そのため、鉄人のコピー製作が不可能と判断したエル・サタンの計略で本物とすり替えられる。
- ベラクルス[129][130][131][132](13)

ダーティー・サタンが製作した、鉄人28号を上回るとされるロボット。買い手である某国のエージェントの目の前でプロモーションとして鉄人と戦って見せるが、その実態は奪われた挙句にデコレーションで偽装された本物の鉄人。その対決において偽鉄人に勝利した際、爆風で外装が剥がれて正体がバレてしまうが、ジーナの客たちが詐欺扱いしたかどうかまでは描かれなかった。
- シロクマ/シロクマ・ロボット[注 37]/白熊ロボ[133][134]/シロクマ・ロボ[135]/白クマ型ロボット[136]（14)

北極を根城にする氷の帝国が製作した、シロクマの姿を模したロボット。口から出すブリザードビーム（冷凍光線）で全てを凍らせる。背に装備されたエンジンにより飛行も可能。
- ウルトラクラッシャー[136][137][138]（ウルトラ・クラッシャー[139]）(14)

氷の帝国が世界中の優秀な科学者を拉致して製作させた、この時点で世界最強のロボット。敷島博士も家族の安全を盾に脅迫され手伝わされた。完成すると帝国の指導者ベルダー自身が搭乗して、科学者救出にやって来た鉄人を迎え撃つ。すべての能力で鉄人を上回るが、博士たちの機転で弱点を作られていたため、最後は鉄人との力比べで関節に不調をきたした末、自ら放った誘導ミサイルをくらわされて敗れる。
- ドラゴンロボット[126]/ドラゴン[140][141][142][注 39](15)

中枢神経を麻痺させるガスを使って人々を操り、世界を思い通りに動かそうと企むドクター・モアが製作したロボット。ヒマラヤのプクンド湖に伝わるドラゴンの伝説を利用し、近づく人々を襲っては拉致して湖の底の基地で洗脳ガスの製作に従事させていた。その姿は伝説そのままのドラゴンであったが、鉄人との戦いの中でメカニカルな本体を現しロボットだと判明した。全長25mの巨体を持ち、口からは洗脳ガスを吐いて人々を狂わせ、鉄人に対しては火を噴いて攻撃する。
- ギルダー[143][144][145]/復讐ロボ ギルダー[146](16)

不治の病で余命いくばくもない若き天才科学者ケリーが開発製作したロボットだったが、研究成果を恩師のドラグネット博士に奪われる。無線操縦による無人機で、鉄人に迫る能力を持っている。復讐に燃えるケリーによって操縦器ごと盗まれ、追ってきた鉄人と互角の戦いを繰り広げ、さらにはその対戦中にダムの決壊を防ぐことを優先した鉄人を一方的に傷めつける。しかし、突然の病の発作によってケリーが倒れて無線操作が途絶えてしまい、それでもなお自動で戦闘を続行したものの鉄人の反撃に遭って敗れる。なお、ケリーは死の間際にギルダーの敗北を察しつつ、妹マリーに見守られながら息を引き取っている。
ドラグネット博士とケリーは原作由来のキャラクターであるため、ギルダーもギルバートを元にしている可能性もがあるが、いずれのデザインも原作のビジュアルとはまったく異なっている。
- エイ/エイ型ロボット[147]/エイロボ[148]/エイ型戦闘機[149][注 41](17)

南海に浮かぶ美しいレオン島を征服したブランチが操り、複数機が編隊を組んで近隣の島々を荒らしまわった。エイのような姿をした海空両用のロボット。両目から光線を発射し、尻尾を鞭のようにして相手に叩きつけて攻撃する。事件解決のために島に訪れた鉄人と、激しい空中戦を繰り広げた。
- 大魔神/巨大ロボット大魔神[147]/魔神[150][151]/魔神ロボ[152][注 42](17)

レオン島の守り神である巨大な魔神像とされていたが、実は岩盤を身に纏って石像に偽装していたロボットであった。ブランチロボとしては通算で4号にあたる。剣と盾で武装しており、ブランチ自らが操縦して鉄人に挑んだものの格闘戦の末に撃破される。
- ブラック号[153][154]/戦艦ブラック号[155](18)

海賊ブラック率いる海賊団が操る、全長1,000mにもなる巨大潜水艦。多くの無人戦闘機や大型ミサイルなど、の兵器を搭載した航空ミサイル戦闘母艦である。空中海中も思うがままに活動可能。圧倒的な火力でカトンボのように纏わりつく鉄人を撃ち落すが、海底火山の噴火を浴びて脆弱になった装甲板を鉄人に破られ、撃沈される。
- 円盤[157](19)★

アフリカ某国でダイヤモンドを不法に採掘しようと、ボスマン一味が乗ってきた巨大円盤。底部には4つの着陸脚と、中央に大型ドリルを備え、ダイヤモンド鉱脈の上に鎮座して、近づく者を無数のレーザー砲やミサイルでことごとく排除していた。また、竜巻発生器を備え、機体を高速回転させることで生み出す竜巻で、取りついた鉄人を振りほどくなど難攻不落の大要塞であったが、弾幕の死角を突かれて陥落、大爆発を遂げる。
- ドリルロボ[152]（ドリル・ロボ[158]）/アリジゴク型ロボット（ドリル・ロボ）[159]/アリジゴク型ロボ[160][注 44](19)

ボスマン一味が操る作業用ロボットで、ドリルで地中を掘り進んでダイヤモンド鉱石を採掘するのが役割だが、鉄人を攻撃するためにも使われた。頭部のドリルは攻撃のために発射可能となっているものの劇中では使用されておらず、もっぱら複数で鉄人をハサミで挟んで地中に引きずり込もうとして次々と破壊された。
- バキューム・ポンプロボ[161]（19)★

地中に配置され、ドリルロボが採掘したダイヤモンド鉱石を、吸引機の付いたアームで収集・研磨していた。クローラーを備えていることから移動はできるようだが、ロボットというよりは大型作業用車両に近い。
- スコーピオン[162]（サソリ型ロボ・スコーピオン[163]）/スコルピオン[164](19)

ボスマン一味が操るサソリ型の戦闘用ロボット。本体であるボスロボットにドリルロボが複数合体して完成する。両手の巨大なハサミで敵を掴み、尻尾の先端から強力なビーム衝撃波を放つ。
- スフィンクス[165][166]/スフィンクス型ロボ[167]/スフィンクスロボ[168]（スフィンクス・ロボ）[注 46](20)

優秀なニューファラオ一族以外の無能な人類は皆殺しすべきと考える、好戦的な族長パオロが操る殺戮ロボット（なお、他に2人の部下が搭乗しており、パオロは指令を出すのみで操縦桿は握っていない）。頭は人間、体はライオンという「スフィンクス」を模した外見をしているが飛行能力を持ち、口からは紫色の炎を吐いて、鉄人の超合金をも切り裂く爪を備えた強敵。牙や尻尾からは独立連動システムをも狂わせる特殊電磁波（特殊な電気ショック）を放射し、初戦では鉄人の右腕を食いちぎって戦闘不能に追い込んでいる。この他にも「両眼から緑色の怪光線」や、「胴体からせり出した戦闘室からビーム連銃を発射する」と説明する資料が多いが、劇中では使われていない。
- ブランチロボ5号/破壊ロボV5[170][171]/V5-ロボ[172]（V-5ロボ[173]）(21)

ブランチロボとしては初めての無人機で、インカムによる音声入力で動かされていた。右腕が鎖で繋がったトゲ付き鉄球、左手が鎌状の爪になっている。縮小光線で小さくなった鉄人を倒しあぐねているうちに、元の大きさに戻る機会を与えてしまい逆転される。
- ムカデロボット[174]/ムカデロボ[175]/ムカデロボット[176]/ムカデ型ロボ[177](22)

“乙姫”と名乗る怪人物が率いる謎の組織に操られる、ムカデの姿を模したロボット。いつの間にか遊園地のジェットコースターに偽装して入れ替わっており、マッキーを含めた子どもたちを乗せたまま、突如レールを離れて空に飛び去ってしまう（追ってきた鉄人を攻撃するために、空飛ぶジェットコースターからムカデロボットの姿に変形している）。その後、人質を兼ねたパイロットとして子供たちを乗せ（催眠ヘルメットを被せてTVゲームをしていると思い込ませて）、日本各地の軍事施設を襲撃させる。その際には連結している個々の車両が分離して、それぞれ戦闘機や戦車に変形してミサイルや砲撃で猛威を振るった。なお、劇中で撃破された描写は無い。
- 怪竜ロボット[要出典]/龍型ロボット[178]/合体ロボ竜[174]/竜型ロボ[179]/竜[180]（22)★

実は男であったという正体を暴かれた乙姫が、口から乗り込んで操る龍型ロボット。鉄人に長い胴体を巻き付けて締め上げる。口から黒い雲を吐き掛け、電撃を流して攻撃する。各書籍では、ムカデロボットに竜の頭のパーツが合体して（無数のムカデの足が引っ込む代わりに竜の手足が出て）変形した機体と解説しているが、本編劇中にそれを窺わせるような描写は無い。
- ヒューマロボ/ヒューマV[183]/ヒューマV号[184][185][186](23)

日本を支配しようとする“飛勇馬（ひゅうま）”一族を率いるハヤテが操るロボット。鎧武者を模した姿をしており、翼を持った巨大な白馬ロボ「天馬（火炎ロボ天馬/天馬ロボ）」に跨って空を駆ける。手にした三叉の槍は強力で、鉄人の超合金の装甲をも切り裂くことができ、火を吐く天馬と連携した攻撃をする。ヒューマロボ自身に飛行能力は無く、鉄人とともに阿蘇山の火口に落ちると、そのまま溶岩（マグマ）の海深くに沈んで爆発している。コクピットにハヤテと複数（少なくとも2名以上）の部下が搭乗している有人機であるが、ハヤテは指示を出すのみで操縦桿を握ってはいない。
- ブランチロボ[188]/カメレオン型ロボット[171][注 53](24)

ブランチロボとしては6号にあたるロボット。巨大なカメレオンのような体型をし、長い舌を敵に巻きつけるほか、口から高温の火炎を吐いて攻撃する。体色が紫系・青系・緑系の3体が存在する。ブランチは搭乗せず指示に従って動いていたが、無人機かどうかはさだかでない。
- スペースロボ（スペース・ロボ）[190]/スペースロボ1号[191][192][注 56](25)

宇宙から飛来した謎の怪獣。見た目は2足歩行するトカゲのような外見をした怪獣だが、実態はロボット兵器である。宇宙から球体の姿で落下し、怪獣の姿に変わって都市を破壊して暴れまわった。頭部の2本の触角から赤い怪光線を発射し、攻撃を受けるとアルマジロのように丸くなる。しかし、球体になった状態で鉄人に円盤母船に投げつけられた末、フライングキックを受けて大爆発する。
- スペースロボ（スペース・ロボ）[193]/スペースロボ2号[191][194][注 56](26)

巨大な赤いカブトムシのようなロボット。角から赤い光線を発射するだけでなく、前足を使って格闘戦もこなし、鉄人を振り回したりもする。無重力の戦闘に慣れていない鉄人と正太郎を翻弄したが、ブランチの遺言にヒントを得た正太郎によって円盤母船に叩きつけられ、その内部で鉄人に殴り倒された後に、母船とともに爆散する。
- メカコング[195]（メカ・コング[196]）[注 58](27)

見世物の巨大類人猿「キングコング」として登場。しかし実は中身は怪盗リバーキャットが操るロボットだった。
- カンフー・ロボ（カンフーロボ[197][198]）(28)

「国際金塊密輸団の首領」や「香港マフィアの黒幕」、「武器調達地下組織の総元締め」など、7つの顔を持つと言われる闇将軍・陳流東（ちん りゅうとう）自らが乗って操る中国拳法ロボット。香港を舞台に金塊強奪など荒らしまわっていたが、根拠地を破壊されて鉄人に対決を挑む。多彩なカンフー技のほか、電磁ヌンチャクや巨大十字剣を駆使して鉄人を苦しめた。
- チャレンジャー1号(29)

自らが製作したロボットこそ世界一だと自負するチャレンジャー博士が開発した、鉄人と同じ遠隔操作タイプのロボット。鉄人28号を世界一のロボットと認定したギネスブックの記録を塗り替えようと、記者団を引き連れて鉄人に挑戦させた。体長25メートル、体重28トン、パワー6,500トン、スピード・マッハ4.5と、そのスペックはいずれも鉄人を上回っている。圧倒的な強さで鉄人を火口へ落として一度は勝利するも、偶然火山が爆発したことで復活した鉄人に敗れ去った。立風書房『鉄人28号アイテム超百科』では太陽エネルギー転換装置の有無が勝敗を決めた、と記述しているが、実際の本編にはそのような勝利の決め手が何だったかの具体的な描写は無く、代わりに「世界一を決めるのはロボットの性能ではなく、操縦者の心だ」と記者団に語らせている。なお、徳間書店の『鉄人28号図鑑』では、隣のページに掲載されているスペースロボ3号と図版が入れ替わっているミスがある。
- バッファロー[202][203]/バッファローロボ[要出典](30)

正太郎と鉄人に復讐を誓うジーナ早川が送り出してきた、バッファロー型の巨大ロボット。ジーナの指揮のもと、複数の搭乗者によって操縦される（体内にはその他にも多くの乗組員がいたことが映像から確認できる）。内部には戦闘機を搭載しており、北米の巨大コンビナートを火の海にして暴れまわる。消火用の特殊ニトロ輸送で身動きの取れない鉄人を、両肩から発射するサイドワインダーで攻撃して苦しめるが、任務を完了した鉄人のフライングキックをくらってジーナごと木っ端微塵となった。角から怪光線を発射すると説明する書籍もあるが、劇中では使用されていない。
- スペースロボ（スペース・ロボ[204]）/スペースロボ3号[201][注 56](31)

宇宙魔王の配下であるプレアデス方面司令軍の魔神将軍デオンが、彗星の破片に偽装させて地球に送り込んだロボット。6つのパーツに分かれて世界中に落着し、各地の都市を襲撃して火の海にした後、対応に出動した鉄人を倒すために瞬間移動（テレポーテーション）で集結、人型の超巨大ロボットへと合体した。その大きさは鉄人を片手で握りつぶせるほどであった。内部にはデオンの乗り込んだ小型円盤を収納しており、デオンに指揮された2名の宇宙人によって操縦されている。分離と合体を自在に繰り返して鉄人を翻弄するが、分離した際に剥き出しとなった結合部から鉄人に突入され、内部から破壊の限りを尽くされて大爆発を遂げる。なお、徳間書店の『鉄人28号図鑑』では、隣のページに掲載されているチャレンジャー1号と図版が入れ替わっているミスがある。
- 雷神トール(32)

北の海を支配するバイキングの末裔・ノースゲル一味が操るロボット。北欧神話の神・トールをモデルとしており、搭乗したノースゲルの指揮のもと配下の2名によって操縦される。巨大な斧ミョルニルをブーメランのように投げて自在に操り、さらには両手を頭上にかざして雷を落とす能力を使って鉄人を苦しめる。
- トカゲロン(33)

紅トカゲ団が操るトカゲ型ロボット。紅トカゲ団に奪われていた間、世界中に甚大な被害をもたらした鉄人に対し、国連決議で破壊処分が下され爆破されたタイミングを見計らって出現。口からレーザービームを吐いて都市で暴れまわる。鉄人との対決では尻尾を分離させて、リモートコントロールで本体との連携攻撃をしてみせた。操縦は機体に乗り込んだ紅トカゲ団のボス自らが行っていた。
- カニギュラン(34)

不乱拳博士を利用して知能を持ったロボット・ブラックオックスを開発させていたX団のヘンケルが、アジトのある大平洋上の“まだら岩”の守備に使っていた有人カニ型巨大ロボット。巨大な2つのハサミと、口の2つの穴から発射するミサイルを武器とする。X団はこれを30体ほど所有していたとされるが、鉄人とブラックオックスによって全滅させられている。
- 巨大スパーク[注 60]（35)★

宇宙魔王の手下・魔神将軍スパーク（魔神スパーク）が、自らを分子の状態にまで分解してほかの物体に入り込むことができる能力を使って、無数のスクラップ自動車と融合して巨大ロボになった姿。鉄人28号とブラックオックスの連携で倒された。
- コルドン1号[注 61](37)

南海のヘブン島に埋蔵されたウランに勝る新エネルギー源・ニュートロンを狙う国際密輸組織のボス・コルドンが、組織を挙げて開発していた戦闘用の鳥人型ロボット。有人か無人かも含め、その操縦方法は不明。両眼から熱線ビームを放ち、小型ながら強力なミサイルを持つとの設定だが、劇中では格闘戦のみでいっさい武器は使用されなかった。コルドンと取引をしていたケモア国の軍人・ケスラー指揮する艦隊が鉄人によって全滅すると、業を煮やしたコルドンによって召喚されたものの、鉄人との格闘の末に倒された。
- サンダーファイター（怪ロボット）/怪ロボット サンダー[209](38)

アルファベット社のアルファ社長が、ライバル会社を潰して世界一になろうと密かに製作した怪ロボット。2台の巨大トレーラー（コンボイ）が合体して巨大人型ロボットとなり、ライバル会社の工場や輸送船を襲撃した。サンダーファイターはこの怪ロボットから会社を守るためにアルファベット社が開発したと偽って、鎧の外装を被せて姿を変えた状態の名称。その名のとおり胸からは雷撃を放射するほか、3連装×2のミサイルで武装している。最後はアルファ社長自らが操縦桿（ハンドル）を握って、同乗する2名の部下とともに戦うが、罠にはまって誘き出された末に鉄人に呆気なく敗北した。
- デモクレス/一角獣デモクレス[210](39)

グーラ王子の護衛を務めるロボット（スペースロボに分類されるか否かは不明）。4つ足の一角獣のような姿をし、その角からは電撃や光線を発射して敵を攻撃する。グーラの眠るタイムカプセルが発掘されるのに合わせて地中から出現した。いったんは姿を消したものの、グーラの呼びかけに応えて再度地中から現れ、グーラ自ら乗り込んで鉄人と対決、敗れて大爆発をする（脱出したグーラは円盤母船に救出されている）。グーラがその名と存在を知っていたことから、宇宙魔王が地球に襲来する以前から、タイムカプセルのグーラとともにずっと地中で眠っていたと考えられるが、詳細は不明。
- スペースロボ[211]（スペース・ロボ）/スペースロボ4号[要出典][注 63](40)

魔神将軍ダンカンの指示に従って動くスペースロボ。ピンク色のアメーバのような変幻自在の体を持ち、ワシやタコ、バッファロー、一角獣、人型の怪物など様々な姿に変化する。核となるカプセル状のメカの働きで体を構成しており、これを壊さない限り何度倒しても再生してしまう。立風書房の『鉄人28号アイテム超百科』では、「鉄人の操縦電波を遮断した」「ブラックオックスと鉄人が共同で倒した」と記すなど、事実と異なる説明が多い。
- ハチロボット/ハチロボ[214](41)

インカ帝国の女王エスコを名乗るフローレ博士が操る、体長1メートルほどのハチ型ロボット。後述のハチの巣要塞からコントロールされ、大群でクスコの人や都市を襲った。
- ハチの巣要塞[215](41)★

女王エスコが乗る空飛ぶ円盤で、タイムトラベルが可能なタイムマシンでもある。チョウチンアンコウの誘引突起のような触角と羽根がついた姿は、映画『宇宙戦争』に登場するマーシャン・ウォー・マシーンを彷彿とさせる。底面にはハニカム構造の模様が施されており、ハチロボットたちの制御装置を搭載していることから、その母船と思われるが、劇中ではそれらが格納されていたり、発進したりするといった具体的な描写は無い。機体の外周から出した無数のカッターを高速回転させることで、円盤そのものをさながら回転ノコギリと化した体当たり攻撃をする。
- サンショウウオロボ[216]（42)★

正太郎たちがコウモリに偽装したロボットを追って入った洞窟の、その出口側にあった湖から出現した巨大怪獣。外見は生物のようだが、実はロボットである。水中に鉄人を引きずり込んで襲いかかるも、地上へと引っ張り出されて格闘戦となった末、宙に投げ飛ばされたところに雷の直撃を受けて爆散する。劇中ではいっさい説明が無いため詳細不明だが、後述のドラキュラが操っていたものと見られる（有人機かどうかも定かではない）。
- ミイラロボ[217]（42)★

イギリスはランカシャー地方にて、ドラキュラの扮装をしてコウモリ・ロボットの大群にICPOのメンバーを次々と襲わせ、「闇の世界（暗黒の街）を支配することが目的」と嘯く謎の男が乗り込んで操る、ミイラの姿を模した人型巨大ロボット。全身を覆っていた包帯を鉄人に巻きつけ、電撃を流して攻撃する。
- 死神[218](43)

世界をドーズー教のもとに支配しようとした修道僧ドガーが、ゾンビ・ロボットとともに人々を恐怖に陥れるために造った、西洋の死神の姿をした巨大ロボット。陰謀を見破られたドガーが自ら乗り込んで、リオのカーニバル会場で鉄人と対決した。手にした巨大な鎌と、その鎌から流される放電攻撃で鉄人を苦しめる。
- 怪ロボット[219][220][注 67]（44)★

カルロス・シンジケートのずんぐりした体型の巨大人型ロボット。自ら乗り込んだドン・カルロスの指揮のもと、3人の部下が操縦する。カルロスが仕掛けた幽霊騒動で精神的に参っていた正太郎が、まともに鉄人を操縦できないことに乗じて、警察関連施設を襲って暴れまわった。ロープで繋がった腕を撃ち出したり、指先を束ねて回転させドリルとしたり、頭部の2門のレーザー砲や腹部から発射するミサイルなど多彩な攻撃で鉄人を苦しめたが、幽霊をまやかしと知った正太郎が操る鉄人の実力の前に倒される。
- ライダーン(45)

暴走族のリーダー・ジョーが操る騎士型巨大ロボ。口から入ったジョーのバイクが頭部に収納され操縦席となる。胸部の3連装ミサイル2門で武装し、鉄人と激しい格闘戦を繰り広げた。ICPO日本支部長の座を狙うジーグ部隊長（特殊隊長）が裏で糸を引いていた。
- 翼竜[223]（46)★

後述するタランチュラが兵隊として使役する翼竜。群れを成して古代ローラン王国を襲撃するも、鉄人に蹴散らされる。なお、立風書房の『鉄人28号アイテム超百科』ではロボットと解説するなど、本編と全く反する記述がされている。
- タランチュラ[224](46)

声 - 八奈見乗児
正太郎が見た「夢の世界（？）」に登場するタランチュラの姿をした巨大な魔物。言葉を喋り、その口からは相手を拘束する糸や、なんでも石化してしまう光線を吐く。古代ローラン王国を襲って、ローラ姫をむりやり花嫁にしようとしており、これに立ち向かった鉄人を姿を消したり現したりして翻弄した挙句に、石にしてしまう。ローラ姫の涙の力で石化から元に戻った鉄人との再戦では、光線を発射しようとしたところを岩で口を塞がれて自らを石にしてしまい、フライングキックで粉々となる。
なお、立風書房の『鉄人28号アイテム超百科』では、上述の翼竜と同じくロボットと解説しており、口からは高熱の火を吐くなど本編とは全く異なる説明がされている。
- イカロス[225](47)

10年間にわたって世界中の美術品や高価な骨董品、宝飾品を強奪していた闇の商人ドロンボが操るロボット。ギリシア神話の登場人物イカロスをモチーフとしており、背中に2枚の羽ばたく翼を持っている。もともとは4、5年前に、ドイツのロボット工学研究所から盗まれたものであった。鉄人を闇ルートで売ろうと企んだドロンボは一度はその捕獲に成功したものの、結局はイカロスでブラックオックスと鉄人のタッグを相手にすることになってしまい敗北する。
- 偽鉄人28号[注 69]（48)★

グーラ王子による対鉄人戦の特訓のため、ロビーが操った鉄人28号もどき。外見はまったくの瓜二つではあるが（Vコンまでそっくりであった）、本物と比べて実際の性能がどの程度だったのかは不明。
- スペースロボ（スペース・ロボ）[226]/スペースロボ5号[要出典](48)

グーラ王子自らが乗り込んで操縦するライオン型のロボット。強力なパワーと口から放つ釵に似た形をしたレーザー光線「光子剣」で鉄人を苦しめる。一度は鉄人の胸のイオンターボチャージャーを破壊して勝利したものの、再戦ではオックスと鉄人の連携攻撃の前に敗れる。
- スペースロボ（スペース・ロボ）[228]/スペースロボ6号[要出典](49)

オーストラリアの荒れ地に居を構えた要塞都市を防衛するために出撃した、巨大なアシナガグモ型ロボット。グーラ王子が搭乗し、ロビーによって催眠装置を取り付けられたブラックオックスと共闘して、鉄人を追い詰める。しかし、最終的には催眠装置を壊されて正気を取り戻したオックスによって、峡谷に引きずり込まれて身動きが取れなくなり放棄される。
なお、立風書房の『鉄人28号アイテム超百科』では、「ライオン型スペースロボの護衛や偵察をする」など、本編と異なる記述がされている。
- スペースロボ（スペース・ロボ）/スペースロボ7号[要出典](50)

グーラ王子が正太郎との最後の対決のために乗り込んだ人型巨大ロボット。その姿は西洋の騎士を髣髴とさせる。両眼から破壊光線を、指先からはネット状の光線を発射する。宇宙空間や冥王星を舞台に鉄人と戦いを繰り広げるが、最期は腰に携えていたレーザー剣を鉄人に奪われ、グーラごと縦一文字に真っ二つにされた。Blu-ray BOX-2の付属ブックレットでは「第7のスペースロボ」と記されている。
- スペースロボ（スペース・ロボ）/スペースロボ8号[要出典](51)

ブラックホール（宇宙魔王）に入り込んだ鉄人を待ち構えていた、首のない鳥のようなフォルムのロボット。宇宙魔王の配下の一般兵が複数乗り込んで操縦している。3体で鉄人に襲いかかり、両目から発する怪光線と脚の鋭い爪で攻撃するも、同士討ちを誘われ全滅する。
- ロビー

第40話より登場。宇宙魔王に仕える、意思を持つ人間大のロボット。100年前に母星を宇宙魔王に滅ぼされた過去があり（第50、51話）、面従腹背でグーラの補佐に就く。物語終盤のキーパーソン。　詳細は鉄人28号の登場ロボットを参照。
- 円盤母船

魔神将軍などの宇宙魔王の手先が、地球攻撃やスペースロボの運搬などに用いた巨大円盤。第24話で突如現れ、敗走するブランチを救って宇宙の彼方へ連れ去ったのが初登場。多数の小型円盤を搭載し、テレポート（瞬間移動）能力も持っている（第48話）。船体各所に光線砲を備えている（第50話）ほか、強力な大型の光線砲も装備していることが確認されている（第26話）。ブランチに貸与された円盤母船は、第26話で月世界に進撃した鉄人によってスペースロボとともに撃破されたが、その後も同型機が登場している。しかし、その同型機もアストロキャットとの激しい砲撃戦の末に轟沈した（第50話）。
- 要塞都市

グーラ王子が座乗する、円盤母船よりもはるかに巨大な都市宇宙船。第40話から登場。第48話ではオーストラリアの荒れ地に降下し、前線基地となって定置した。濃密な対空砲火で地球の戦闘機による攻撃も寄せ付けなかったが、第49話で溶岩とともに要塞内に突入したブラックオックスの攻撃で大損害を被り、オックスを道連れに自爆する形で放棄される。

## スタッフ
- 原作 - 横山光輝
- 企画 - 吉川斌（日本テレビ）
- プロデューサー - 堀越徹（日本テレビ）、赤川茂
- メカニック・デザイナー - 前田実
- 美術監督・美術設定 - 石垣努
- 撮影監督 - 新井隆文
- 録音監督 - 伊達渉
- 選曲 - 東上別符精
- 音楽 - 清水靖晃[注 70]、マライア
- 文芸担当 - 小野田博之
- 制作担当 - 松元理人
- チーフディレクター - 今沢哲男
- 原画 - 山下将仁、越智一裕、金田伊功、飯島正勝、高橋朝雄、宮崎駿、本橋秀之、亀垣一、高橋英吉、藤岡正宣、多田康之、新田敏夫、谷沢豊、井上和夫、外山一博、山本福雄、森一浩、野田拓実、望月敬一郎、福田皖、河村信道、粟井重紀、土屋幹夫 他
- 作画監督補 - 友永和秀（第8話）
- 背景 - 平山久美子、小高政夫、増田直子、村上律子、熊谷貞子、スタジオ盎夢、石垣プロダクション、早乙女プロダクション、スタジオじゃっく 他
- 仕上 - イージーワールド
- 録音調整 - 飯塚秀保
- 効果 - 横山正和
- 撮影 - ティ・ニシムラ
- 編集 - 鶴渕允寿、高橋和子
- タイトル - 高具秀雄
- 色指定 - 山本雅世、砂川千里
- 制作進行 - 長井圭次、南部正昭、岩田幹宏、水沼健二、吉田力男、森重男
- 録音 - 東北新社
- 現像 - 東京現像所
- 制作協力 - スタジオZ5、スタジオNo.1、スタジオジュニオ、スタジオコクピット、アニメアール、ドラゴンプロダクション、ランダム、テレコム・アニメーションフィルム（第8話）
- 制作 - 東京ムービー新社

## 主題歌
オープニングテーマ
「太陽の使者・鉄人28号」
作詞 - 藤川桂介 / 作曲・編曲 - 清水靖晃 / 歌 - ギミック（河内淳一）
第1、4、6、14、15、17、18、20、25、26、29-38、40、42-44、47話では挿入歌としても使用されている。
エンディングテーマ
「希望に向かって〜正太郎のテーマ〜」（第1話 - 第25話）
作詞 - 藤川桂介 / 作曲・編曲 - 清水靖晃 / 歌 - ギミック
「無敵の鉄人28号」（第26話 - 第51話）
作詞 - 亜蘭知子 / 作曲 - 河内淳一 / 編曲・歌 - ギミック
※収録したEPレコードの発売元は、いずれもテイチク。

## 各話リスト
| 話数   | 放送日         | サブタイトル                                | 脚本       | 絵コンテ   | 演出       | 作画監督 （メカ修正）              |
| ------ | -------------- | ------------------------------------------- | ---------- | ---------- | ---------- | ---------------------------------- |
| 第1話  | 1980年 10月3日 | 太陽の使者! 鉄人28号                        | 藤川桂介   | 今沢哲男   | 今沢哲男   | 鈴木欽一郎                         |
| 第2話  | 10月10日       | 奪われた鉄人!                               | 藤川桂介   | 吉田浩     | 長谷川康雄 | 鈴木欽一郎 （亀垣一） （本橋秀之） |
| 第3話  | 10月17日       | 暴走特急をとめろ!                           | 城山昇     | 川田武範   | 今沢哲男   | 鈴木欽一郎 （亀垣一） （本橋秀之） |
| 第4話  | 10月24日       | 恐怖の怪鳥群団                              | 荒木芳久   | 山吉康夫   | 山吉康夫   | 鈴木欽一郎 （亀垣一） （本橋秀之） |
| 第5話  | 10月31日       | 謎の幽霊ロボット                            | 桜井正明   | 四辻たかお | 四辻たかお | 鈴木欽一郎 （亀垣一） （本橋秀之） |
| 第6話  | 11月7日        | エーゲ海の大怪獣!                           | 藤川桂介   | 川田武範   | 川田武範   | 鈴木欽一郎 （亀垣一） （本橋秀之） |
| 第7話  | 11月14日       | 死を呼ぶ人工衛星                            | 城山昇     | 貞光紳也   | 今沢哲男   | 鈴木欽一郎                         |
| 第8話  | 11月21日       | 恐怖の殺人合体ロボ                          | 荒木芳久   | 富沢信雄   | 富沢信雄   | 鈴木欽一郎                         |
| 第9話  | 11月28日       | 鉄人対エイリアン!                           | 桜井正明   | 山崎和男   | 永丘昭典   | 鈴木欽一郎 （亀垣一） （本橋秀之） |
| 第10話 | 12月5日        | 鉄人の弱点を見た!                           | 藤川桂介   | 山吉康夫   | 山吉康夫   | 鈴木欽一郎 （亀垣一） （本橋秀之） |
| 第11話 | 12月12日       | 鉄人敗れる!                                 | 藤川桂介   | 永丘昭典   | 永丘昭典   | 鈴木欽一郎 （亀垣一） （本橋秀之） |
| 第12話 | 12月19日       | 鉄人対鉄人                                  | 荒木芳久   | 岡崎稔     | 岡崎稔     | 鈴木欽一郎                         |
| 第13話 | 12月26日       | 鉄人対正太郎                                | 荒木芳久   | 川田武範   | 川田武範   | 鈴木欽一郎 （亀垣一） （本橋秀之） |
| 第14話 | 1981年 1月9日  | 北極の大決戦!                               | 桜井正明   | 青木悠三   | 青木悠三   | 鈴木欽一郎 （亀垣一） （本橋秀之） |
| 第15話 | 1月16日        | 幻のドラゴン                                | 城山昇     | 今沢哲男   | 今沢哲男   | 鈴木欽一郎 （亀垣一） （本橋秀之） |
| 第16話 | 1月23日        | 復讐ロボ・ギルダー                          | 桜井正明   | 青木悠三   | 青木悠三   | 鈴木欽一郎 （亀垣一） （本橋秀之） |
| 第17話 | 1月30日        | でた! 南海の大魔神                          | 藤川桂介   | 山吉康夫   | 山吉康夫   | 鈴木欽一郎 （亀垣一） （本橋秀之） |
| 第18話 | 2月6日         | 巨大戦艦をたたけ!                           | 高屋敷英夫 | 貞光紳也   | 今沢哲男   | 鈴木欽一郎 （亀垣一） （本橋秀之） |
| 第19話 | 2月13日        | 地獄のサファリ・パニック!                   | 桜井正明   | 青木悠三   | 青木悠三   | 鈴木欽一郎 （亀垣一） （本橋秀之） |
| 第20話 | 2月20日        | 大破壊! スフィンクス・ロボ                  | 荒木芳久   | 出﨑哲     | 出﨑哲     | 鈴木欽一郎 （亀垣一） （本橋秀之） |
| 第21話 | 2月27日        | 恐るべきワナを打ちやぶれ!                   | 金子裕     | 山吉康夫   | 山吉康夫   | 鈴木欽一郎 （亀垣一） （本橋秀之） |
| 第22話 | 3月6日         | ピンチ! たたかえない鉄人                    | 城山昇     | 岡崎稔     | 岡崎稔     | 鈴木欽一郎 （亀垣一） （本橋秀之） |
| 第23話 | 3月13日        | 激突! 鉄人対ふくしゅう鬼                    | 高屋敷英夫 | 青木悠三   | 青木悠三   | 鈴木欽一郎 （亀垣一） （本橋秀之） |
| 第24話 | 3月20日        | 正太郎、宇宙からの大逆転!                   | 藤川桂介   | 山吉康夫   | 山吉康夫   | 鈴木欽一郎 （亀垣一） （本橋秀之） |
| 第25話 | 3月27日        | 宇宙魔王現る!                               | 藤川桂介   | 今沢哲男   | 今沢哲男   | 鈴木欽一郎 （亀垣一） （本橋秀之） |
| 第26話 | 4月3日         | ブランチの最期                              | 藤川桂介   | 山崎和男   | 藤原良二   | 鈴木欽一郎 （亀垣一） （本橋秀之） |
| 第27話 | 4月10日        | キングコング対鉄人                          | 桜井正明   | 青木悠三   | 青木悠三   | 鈴木欽一郎 （亀垣一） （本橋秀之） |
| 第28話 | 4月17日        | 強敵! カンフー・ロボ                        | 高屋敷英夫 | 貞光紳也   | 今沢哲男   | 鈴木欽一郎 （亀垣一） （本橋秀之） |
| 第29話 | 4月24日        | ギネス・ブックへの挑戦                      | 城山昇     | 関田修     | 関田修     | 鈴木欽一郎 （亀垣一） （本橋秀之） |
| 第30話 | 5月1日         | 決死のニトロ輸送!!                          | 荒木芳久   | 今沢哲男   | 今沢哲男   | 鈴木欽一郎 （亀垣一） （本橋秀之） |
| 第31話 | 5月8日         | 要塞彗星の襲撃!                             | 藤川桂介   | 山吉康夫   | 山吉康夫   | 鈴木欽一郎 （亀垣一） （本橋秀之） |
| 第32話 | 5月15日        | 死闘! 白夜の対決                            | 高屋敷英夫 | 広川和之   | 広川和之   | 鈴木欽一郎 （亀垣一） （本橋秀之） |
| 第33話 | 5月22日        | 破壊された鉄人!                             | 城山昇     | 藤原良二   | 藤原良二   | 鈴木欽一郎 （亀垣一） （本橋秀之） |
| 第34話 | 5月29日        | 最大の敵! ブラックオックス                  | 桜井正明   | 今沢哲男   | 今沢哲男   | 鈴木欽一郎 （亀垣一） （本橋秀之） |
| 第35話 | 6月5日         | 鉄人をとりもどせ!                           | 藤川桂介   | 青木悠三   | 谷田部勝義 | 鈴木欽一郎 （亀垣一） （本橋秀之） |
| 第36話 | 6月12日        | 宿命の対決! 鉄人対オックス                  | 桜井正明   | 貞光紳也   | 今沢哲男   | 鈴木欽一郎 （亀垣一） （本橋秀之） |
| 第37話 | 6月19日        | 伝説の巨人・鉄人28号                        | 金子裕     | 山吉康夫   | 山吉康夫   | 鈴木欽一郎 （亀垣一） （本橋秀之） |
| 第38話 | 6月26日        | ㊙（まるひ）指令! コンボイ作戦              | 城山昇     | 今沢哲男   | 今沢哲男   | 鈴木欽一郎 （亀垣一） （本橋秀之） |
| 第39話 | 7月3日         | 魔獣王子めざめる!                           | 藤川桂介   | 藤原良二   | 藤原良二   | 鈴木欽一郎 （亀垣一） （本橋秀之） |
| 第40話 | 7月10日        | 見た! 魔王の正体                            | 藤川桂介   | 広川和之   | 広川和之   | 鈴木欽一郎 （亀垣一） （本橋秀之） |
| 第41話 | 7月17日        | 鉄人が消えた!?                              | 高屋敷英夫 | 青木悠三   | 青木悠三   | 鈴木欽一郎 （亀垣一） （本橋秀之） |
| 第42話 | 7月24日        | スリラーシリーズI 怪奇! ドラキュラのたたり  | 荒木芳久   | 広川和之   | 谷田部勝義 | 鈴木欽一郎 （亀垣一） （本橋秀之） |
| 第43話 | 7月31日        | スリラーシリーズII 死神ゾンビに呪われた鉄人 | 荒木芳久   | 山吉康夫   | 山吉康夫   | 鈴木欽一郎 （亀垣一） （本橋秀之） |
| 第44話 | 8月7日         | スリラーシリーズIII 幽霊の正体をあばけ!     | 城山昇     | 貞光紳也   | 今沢哲男   | 鈴木欽一郎 （亀垣一） （本橋秀之） |
| 第45話 | 8月14日        | 暴走! 地獄の天使                            | 桜井正明   | 今沢哲男   | 今沢哲男   | 鈴木欽一郎 （亀垣一） （本橋秀之） |
| 第46話 | 8月21日        | 鉄人の不思議な旅                            | 金子裕     | 青木悠三   | 藤原良二   | 鈴木欽一郎 （亀垣一） （本橋秀之） |
| 第47話 | 8月28日        | 鉄人売ります!                               | 高屋敷英夫 | 滝沢敏文   | 谷田部勝義 | 鈴木欽一郎 （亀垣一） （本橋秀之） |
| 第48話 | 9月4日         | 地球最大のピンチ!                           | 藤川桂介   | 広川和之   | 広川和之   | 鈴木欽一郎 （亀垣一） （本橋秀之） |
| 第49話 | 9月11日        | さらば! ブラックオックス                    | 藤川桂介   | 滝沢敏文   | 今沢哲男   | 鈴木欽一郎 （亀垣一） （本橋秀之） |
| 第50話 | 9月18日        | グーラ王子死す!                             | 藤川桂介   | 山吉康夫   | 山吉康夫   | 鈴木欽一郎 （亀垣一） （本橋秀之） |
| 第51話 | 9月25日        | 銀河の王者! 鉄人28号                        | 藤川桂介   | 今沢哲男   | 今沢哲男   | 鈴木欽一郎 （亀垣一） （本橋秀之） |

## 放送局
※放送日時は個別に出典が掲示されてあるものを除き1981年9月終了時点（新潟総合テレビについては1981年3月時点）、放送系列は放送当時のものとする。
| 放送地域   | 放送局         | 放送日時                               | 放送系列                                     | 備考                                                               |
| ---------- | -------------- | -------------------------------------- | -------------------------------------------- | ------------------------------------------------------------------ |
| 関東広域圏 | 日本テレビ     | 金曜 18:00 - 18:30                     | 日本テレビ系列                               | 制作局                                                             |
| 新潟県     | 新潟総合テレビ | 火曜 17:20 - 17:50                     | フジテレビ系列 日本テレビ系列 テレビ朝日系列 | 1981年3月まで放映。 1981年4月にテレビ新潟の開局に伴い、NNNを脱退。 |
| 新潟県     | テレビ新潟     | 金曜 18:00 - 18:30                     | 日本テレビ系列                               | 第26話から放映。                                                   |
| 長野県     | テレビ信州     | 金曜 18:00 - 18:30                     | 日本テレビ系列 テレビ朝日系列                |                                                                    |
| 静岡県     | 静岡第一テレビ | 金曜 18:00 - 18:30                     | 日本テレビ系列                               |                                                                    |
| 近畿広域圏 | 読売テレビ     | 土曜 18:00 - 18:30→ 金曜 18:00 - 18:30 | 日本テレビ系列                               | 1981年3月迄は遅れネットで1981年4月から同時ネットへ移動。           |
| 北海道     | 札幌テレビ     | 日曜 8:30 - 9:00                       | 日本テレビ系列                               | 放送期間は1980年10月12日から1981年10月4日まで。                    |
| 青森県     | 青森放送       | 木曜 17:30 - 18:00                     | 日本テレビ系列 テレビ朝日系列                |                                                                    |
| 岩手県     | テレビ岩手     | 水曜 17:30 - 18:00                     | 日本テレビ系列                               |                                                                    |
| 秋田県     | 秋田放送       | 水曜 17:30 - 18:00                     | 日本テレビ系列                               |                                                                    |
| 宮城県     | ミヤギテレビ   | 金曜 17:00 - 17:30                     | 日本テレビ系列                               |                                                                    |
| 山形県     | 山形放送       | 金曜 17:30 - 18:00                     | 日本テレビ系列 テレビ朝日系列                |                                                                    |
| 福島県     | 福島中央テレビ | 木曜 18:00 - 18:30                     | 日本テレビ系列 テレビ朝日系列                |                                                                    |
| 山梨県     | 山梨放送       | 土曜 17:00 - 17:30                     | 日本テレビ系列                               |                                                                    |
| 石川県     | 北陸放送       | 月曜 17:30 - 18:00                     | TBS系列                                      |                                                                    |
| 福井県     | 福井放送       | 月曜 17:20 - 17:50                     | 日本テレビ系列                               |                                                                    |
| 中京広域圏 | 中京テレビ     | 日曜 12:45 - 13:15                     | 日本テレビ系列                               |                                                                    |
| 岡山県     | 山陽放送       | 水曜 17:00 - 17:30                     | TBS系列                                      | 現.RSK山陽放送。当時の放送エリアは岡山県のみ。                     |
| 広島県     | 広島テレビ     | 土曜 8:00 - 8:30                       | 日本テレビ系列                               |                                                                    |
| 山口県     | 山口放送       | 金曜 17:15 - 17:45                     | 日本テレビ系列 テレビ朝日系列                |                                                                    |
| 香川県     | 西日本放送     | 土曜 17:30 - 18:00                     | 日本テレビ系列                               | 当時の放送エリアは香川県のみ。                                     |
| 愛媛県     | 南海放送       | 土曜 7:00 - 7:30                       | 日本テレビ系列                               |                                                                    |
| 高知県     | 高知放送       | 金曜 17:30 - 18:00                     | 日本テレビ系列                               |                                                                    |
| 福岡県     | 福岡放送       | 土曜 17:30 - 18:00                     | 日本テレビ系列                               |                                                                    |
| 長崎県     | テレビ長崎     | 火曜 17:30 - 18:00                     | フジテレビ系列 日本テレビ系列                |                                                                    |
| 熊本県     | テレビ熊本     | 水曜 17:30 - 18:00                     | フジテレビ系列 日本テレビ系列 テレビ朝日系列 | 1981年11月18日まで放送                                             |
| 大分県     | テレビ大分     | 金曜 17:30 - 18:00                     | フジテレビ系列 日本テレビ系列 テレビ朝日系列 |                                                                    |
| 宮崎県     | テレビ宮崎     | 月曜 16:55 - 17:25                     | フジテレビ系列 日本テレビ系列 テレビ朝日系列 |                                                                    |
| 鹿児島県   | 鹿児島テレビ   | 水曜 17:15 - 17:45                     | フジテレビ系列 日本テレビ系列 テレビ朝日系列 |                                                                    |
| 沖縄県     | 琉球放送       | 水曜 17:30 - 18:00                     | TBS系列                                      |                                                                    |

## ネット配信
- 2019年6月12日より、YouTubeの「TMSアニメ55周年公式チャンネル」から3話までが配信された。2025年4月現在は「TMSアニメ公式チャンネル」にて第1話のみ無料配信されている（これとは別に“横山光輝 生誕90周年記念配信”として、「TMSアニメ公式チャンネル」で2025年4月4日より6月17日まで1-3話が期間限定公開）。なお制作クレジットはOP・EDとも「製作・著作 トムス・エンタテインメント」に差し替えられている。

## 漫画化
- 作画：あけちみつる、100てんコミック（双葉社）連載
- 作画：今道英治、テレビマガジン（講談社） 連載
- 作画：岸森伴、冒険王（秋田書店）連載

## ゲーム
バンダイナムコエンターテインメントのシミュレーションRPG「スーパーロボット大戦シリーズ」に数作登場（シリーズでは「参戦」と呼称する）している（『第2次Z』と『第3次Z時獄篇』をリリースした当時は「バンダイナムコゲームス」の社名）。
- 『第2次スーパーロボット大戦Z 再世篇』 - 2012年4月5日発売。同シリーズで初めて登場した『鉄人28号』系作品となった。ブランチ役の小林修がこの時点で故人のため、沢木郁也が声を担当した。
- 『第3次スーパーロボット大戦Z 時獄篇』 - 2014年4月10日発売。宇宙魔王役の内海賢二がこの時点で故人のため屋良有作が声を担当し、グーラ・キング・Jr.は戸田恵子ではなく斎賀みつきが声を担当した。
- 『第3次スーパーロボット大戦Z 天獄篇』 - 2015年4月2日発売。『時獄篇』の続編にして『第2次Z』を含めた通称「Zシリーズ」完結編。

## 備考
- 第8話には宮崎駿がノンクレジットでアニメーターとして参加していたという[238][注 72]。
- 中村良二 - 元プロ野球選手。背番号が28番であったことから、応援歌に本作の主題歌｢太陽の使者・鉄人28号」が使用されていた[要出典]。